# Elizabeth Robins Pennell
Ne doit pas être confondu avec Elizabeth Robins.
Elizabeth Robins Pennell est une écrivaine américaine née le 21 février 1855 à Philadelphie et morte le 7 février 1936 à New York.
Auteure prolifique pratiquant plusieurs styles, Elizabeth est reconnue pour certaines de ses biographies, dont celles sur Mary Wollstonecraft, Charles Leland et James Abbott McNeill Whistler.

## Biographie

### Premières années
Elizabeth Robins nait le 21 février 1855 à Philadelphie, où elle grandit. Sa mère meurt alors qu'elle est très jeune et elle est envoyée en pension de ses 8 à ses 17 ans. Lorsqu'elle retourne chez son père, celui-ci s'est remarié. Elle rejette les exigences de l'époque qui pèsent sur les jeunes filles : elle souhaite travailler et, encouragée par son oncle Charles Leland, elle se lance dans l'écriture.
Elle commence par des articles dans des périodiques tels que Atlantic Monthly. Elle rencontre un jeune artiste quaker nommé Joseph Pennell, lui aussi désapprouvé par sa famille à cause de sa vocation créative. C'est le début d'une collaboration fructueuse entre l'auteure et l'illustrateur.

### Premier livre et mariage
Son premier livre est la première biographie complète de Mary Wollstonecraft (1759-1797) depuis Memoirs of the Author of A Vindication of the Rights of Woman publiés à la hâte par son veuf William Godwin. La biographie d'Elizabeth repose sur trois sources principales : les mémoires de Godwin, un éditeur londonien du nom de Charles Kegan Paul, qui a écrit un texte sur les époux quelques années auparavant, et un conservateur de la British Library, Richard Garnett. La biographie est publiée en 1884 par les Roberts Brothers de Boston, l'un des premiers ouvrages de leur série Famous Women, et par la Walter Scott Publishing Company de Londres.
En juin de cette même année, Elizabeth Robins épouse Joseph Pennell,. Le couple accepte une commande de récits de voyage de The Century Magazine et part pour l'Europe, faisant plusieurs voyages à vélo, en 1884 de Londres à Cantorbéry puis en 1885 à travers la France. Son oncle a beaucoup voyagé en Europe et s'est installé à Londres, tout comme les Pennell, installés dans la capitale britannique pendant plus de trente ans, avec de fréquentes visites sur le continent. Ils produisent ensemble de nombreux articles et livres, et se soutiennent mutuellement dans leur travail. Pendant de nombreuses années, ils transforment leur maison le jeudi soir en salon littéraire et artistique. Parmi leurs invités, on compte : les critiques Sir Edmund Gosse et William Archer ; les artistes Aubrey Beardsley et James McNeill Whistler, les auteurs Henry James, Max Beerbohm, Oscar Wilde et George Bernard Shaw, et les éditeurs John Lane et William E. Henley. Elle raconte ses réunions rassemblements dans ses mémoires, Our House and the People in It (1910), Our House and London Out of Our Windows (1912) et Nights: Rome & Venice in the Aesthetic Eighties, London & Paris in the Fighting Nineties (1916).

### Carrière

#### Critique d'art
Son activité principale est la critique d'art et, plus tard, la critique gastronomique, écrivant pour des périodiques tels que le Daily Chronicle et la Pall Mall Gazette. La chercheuse Meaghan Clarke relie les « femmes de la vie quotidienne journalistes d'art » telles qu'Elizabeth et les personnalités littéraires qui peuplent New Grub Street de George Gissing, ainsi que le concept de la nouvelle femme : « Comme le journalisme et, pourrait-on dire, à cause du journalisme, le monde de l'art londonien a connu une vulgarisation intensive au cours des années 1880 et 1890 ». Elizabeth se rend à Paris en mai pour les salons d'art et visite régulièrement les galeries londoniennes (de Cork Street et Bond Street dans le West End à la mode aux projets d'art philanthropique dans les bidonvilles de l'East End) pour faire le point sur les expositions. Elle écrit sévèrement sur le People’s Palace de Walter Besant à Mile End (similaire dans l’esprit au Saint Jude’s de Samuel et Henrietta Barnett à Whitechapel). Kimberly Morse Jones écrit que « la critique de Pennell constitue une composante essentielle d'un mouvement plus large de la critique victorienne connue sous le nom de New Art Criticism », comptant Alfred Lys Baldry, D.S. MacColl, George Moore, R.A.M. Stevenson, Charles Whibley et Frederick Wedmore comme autres contributeurs à ce mouvement.

#### Critique culinaire

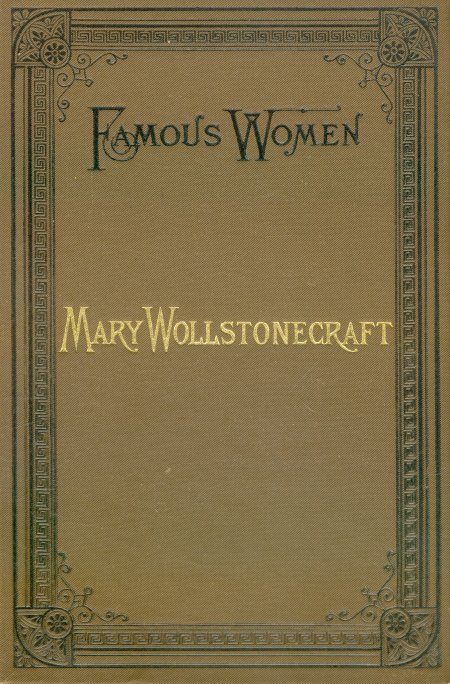
Couverture de Mary Wollstonecraft, premier livre de Pennell.

La place d'Elizabeth dans l'histoire littéraire de la cuisine et de l'alimentation a récemment été réévaluée, car elle « a ouvert la voie à des écrivains gastronomiques tels qu'Elizabeth David, M. F. K. Fisher et Jane Grigson », selon Jacqueline Block Williams. The Delights of Delicate Eating est réimprimé en 2000, et Elizabeth apparaît comme l'une des « esthètes féminines oubliées » que Shaeffer évalue dans son livre de ce titre,  celle qui « visait à reconfigurer les repas comme un art élevé, employant le langage de l'esthétisme pour transformer le fait de manger en un acte d'appréciation intellectuelle ». Clarke soutient qu'Elizabeth a démontré une « continuité » entre « ses réflexions sur d'autres types de goût ».

#### Collection de livres de cuisine
Pour écrire ses chroniques légères mais érudites, Elizabeth achète des livres de cuisine qu'elle utilise comme matériel de référence. Elle possède plus de 1000 volumes, dont une première édition rare de Hannah Glasse, ce qui l'amène à devenir, selon l'historienne culinaire Cynthia D. Bertelsen, « l'une des collectionneuses de livres de cuisine les plus connues au monde ». Elizabeth compile une bibliographie de sa bibliothèque culinaire, qui est publiée d'abord dans des articles pour The Atlantic, puis dans un livre intitulé My Cookery Books, axé sur les écrivains anglais C17 et C18. Une grande partie de cette collection est finalement allée à la Division des livres rares et des collections spéciales de la Bibliothèque du Congrès, où le conservateur Leonard N. Beck lui a donné une évaluation professionnelle, associant sa collection à celle de la chimiste alimentaire Katherine Bitting. Le titre Two Loaf-Givers fait référence à l'étymologie du vieil anglais de « dame » (lady).

#### Biographies
Encouragée par le succès de Mary Wollstonecraft, Elizabeth écrit d'autres biographies. Elle publie en 1906 celle de son oncle Charles Leland, qui a écrit ou compilé Aradia, or the Gospel of the Witches (1899), un livre très influent dans le développement de la religion néopaïenne de la Wicca. Les Pennell sont amis et correspondants du peintre James Abbott McNeill Whistler, et ils écrivent une longue biographie de lui en 1911. Elizabeth écrit également une biographie, après sa mort en 1928, de son mari.

### Cyclotourisme
Elle affirme qu'« il n'y a pas de forme d'exercice plus saine ou plus stimulante, il n'y a pas de plaisir physique plus grand que celui d'être porté, à un bon rythme, sur une route dure et lisse par vos propres efforts ». Elle dénigre la course (pour les hommes mais surtout pour les femmes), préférant les longs voyages calmes et se demandant si elle n'a pas par inadvertance « battu le record de voyage en vélo par une femme ».
Elle commence à faire du vélo dans les années 1870, alors qu'elle vit encore à Philadelphie. En déménageant à Londres, elle et son mari échangent leur tricycle tandem Coventry Rotary contre un modèle Humber, continuant à expérimenter avec un seul tricycle, un vélo tandem et enfin un seul vélo avec un cadre dame.
Le premier voyage qu'elle retranscrit dans un livre est A Canterbury Pilgrimage, un hommage aux Contes de Canterbury de Chaucer, une douce introduction au cyclisme en Angleterre. Au cours des années suivantes, le couple entreprend plusieurs voyages ensemble, dont un autre pèlerinage littéraire, cette fois sur les traces du roman de voyage de 1765 de Laurence Sterne Voyage sentimental à travers la France et l'Italie. Lors d'une étape ultérieure de ce voyage de 1885, ils « font rouler » un tricycle tandem de Florence à Rome, attirant tant d'attention qu'elle en est gênée, peut-être parce qu'elle est la première cycliste que ces Italiens aient jamais vue. En 1886, maintenant chacun sur des bicyclettes de sécurité, ils se rendent en Europe de l'Est. Des suffragistes et des militants sociaux tels que Susan B. Anthony et Frances Willard reconnaissent le pouvoir émancipateur du vélo. Au moment où les Pennell traversent traversé les Alpes à vélo (1898), Annie Londonderry est déjà devenue la première femme à faire le tour du monde à vélo. Le public est prêt pour les livres de Robins Pennell, et ce dernier livre est élu livre du mois.

### Dernières années
Les Pennell retournent aux États-Unis vers la fin de la Première Guerre mondiale, s'installant à New York. Après la mort de son mari, elle déménage de Brooklyn à Manhattan, où elle meurt en février 1936.
Leurs livres, en particulier son importante collection de livres de cuisine (réduite à 433) et une collection de 300 livres sur l'impression fine et la bibliographie, sont légués à la Bibliothèque du Congrès. Ses papiers et ceux de son mari sont conservés par les archives universitaires.
Elizabeth a souvent apporté ses contributions sous le nom de plumes de « N.N. » (No Name, Sans nom), « A.U. » (Author Unknown, Auteur inconnu) et « P.E.R. » (ses initiales mélangées).

## Œuvre

### Biographies
- (en)Life of Mary Wollstonecraft (Roberts Brothers, 1884, partie de la série Famous Women)
- (en)Charles Godfrey Leland: a Biography (Houghton, Mifflin & Co., 1906)
- (en)The Life of James McNeill Whistler (J. B. Lippincott company, 1911) avec Joseph Pennell.
- (en)The Whistler Journal (J. B. Lippincott Company, 1921)
- (en)The Art of Whistler (1928)
- (en)The Life and Letters of Joseph Pennell (1929)
- (en)Whistler the Friend (1930)

### Critique culinaire
- (en)The Feasts of Autolycus: the Diary of a Greedy Woman (1896). Compilation de ses essais culinaires publiés d'abord dans la Pall Mall Gazette et réimprimés en 1901 sous le titre de The Delights of Delicate Eating, réimprimés en 2000 avec une introduction de Jacqueline Block Williams.
- (en) My Cookery Books (1903)

### Mémoires
- (en)Our House and the People in It (Houghton, Mifflin & Co., 1910) (aussi Our House and London Out of Our Windows 1912.)

### Récits de voyage
- (en)A Canterbury Pilgrimage (Seeley & Co., 1885)
- (en)An Italian Pilgrimage (Seeley & Co., 1887) avec Joseph Pennell.
- (en)Our Sentimental Journey through France and Italy (1888) avec Joseph Pennell.
- (en)Our Journey to the Hebrides (avec Joseph Pennell) (1889)
- (en)The Stream of Pleasure: a Narrative of a Journey on the Thames from Oxford to London (avec Joseph Pennell) (1891)
- (en)To Gipsyland (The Century Co., 1893)
- (en)Tantallon Castle (1895)
- (en)London's Underground Railways(1895)
- (en)Around London by Bicycle (1897)
- Over the Alps on a Bicycle (1898) avec Joseph Pennell
- (en)French Cathedrals, Monasteries and Abbeys, and Sacred Sites of France (New York, The Century Co.) 1909
- (en)Our Philadelphia (1914) avec Joseph Pennell.
- (en)Nights: Rome & Venice in the Aesthetic Eighties, London & Paris in the Fighting Nineties (J. B. Lippincott Company, 1916)
- (en)Italy's Garden of Eden (1927)

### Divers
- (en)Lithography and Lithographers (1898) avec Joseph Pennell
- (en)The Lovers (W. Heinemann, 1917)